# Municipio de Windom
El municipio de Windom (en inglés: Windom Township) es un municipio ubicado en el condado de Mower en el estado estadounidense de Minnesota. En el año 2010 tenía una población de 606 habitantes y una densidad poblacional de 6,48 personas por km².

## Geografía
El municipio de Windom se encuentra ubicado en las coordenadas 43°37′52″N 92°52′11″O / 43.63111, -92.86972. Según la Oficina del Censo de los Estados Unidos, el municipio tiene una superficie total de 93.55 km², de la cual 93,55 km² corresponden a tierra firme y (0 %) 0 km² es agua.

## Demografía
Según el censo de 2010, había 606 personas residiendo en el municipio de Windom. La densidad de población era de 6,48 hab./km². De los 606 habitantes, el municipio de Windom estaba compuesto por el 93,89 % blancos, el 0,17 % eran asiáticos, el 4,79 % eran de otras razas y el 1,16 % eran de una mezcla de razas. Del total de la población el 11,22 % eran hispanos o latinos de cualquier raza.